# Urs Bühler

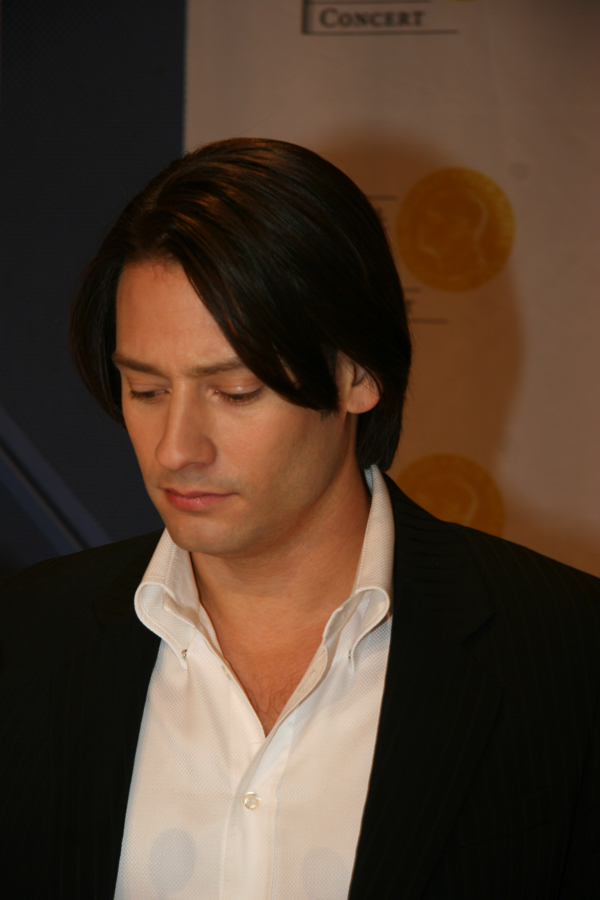
Urs Bühler in 2008

Urs Toni Bühler (Willisau, 19 juli 1971) is een klassiek geschoolde Zwitserse tenor en zanger van de groep Il Divo.

## Biografie
Op zijn vijfde zong hij al in een koor en leerde viool, klarinet, piano, gitaar en drums Zijn muzikale carrière begon op zijn vijftiende, als lid van een coverband. Op zijn zeventiende werd hij de leadzanger van de heavymetal band "Conspiracy".
Tegelijkertijd kreeg hij muzieklessen aan de "Academy for School and Church Music". 
Later studeerde hij in Amsterdam aan het Sweelink Conservatorium met Udo Reinemann, een befaamde Duitse bariton. Bühler verrijkte zijn ervaring door privélessen bij de Zweedse tenor Gösta Winbergh.
Hij zong in het koor van de Nederlandse opera en trad op in het Salzburg Festival onder leiding van Claudio Abbado. 
In december 2003 werd Bühler zanger bij Il Divo samen met Carlos Marín (Spanje), Sébastien Izambard (Frankrijk)en David Miller (VS).